# Eulemur rufifrons
El lémur pardo de frente roja (Eulemur rufifrons) es una especie de mamífero primate de la familia Lemuridae. Como todos los lémures es endémico de la isla de Madagascar y se distribuye en el tercio meridional en dos poblaciones, una al este y otra al oeste.
Mide entre 48 y 50 cm más la cola que alcanza de 45 a 55 cm. Los machos pesan unos 2 kg y son más ligeros que las hembras que pueden llegar a los 2,5 kg. Son lémures grandes con dimorfismo sexual y parecidos a los lémures rojizos. Los machos y juveniles de ambos sexos son de color gris acero por el dorso y gris beis por el vientre, la corona es rojo oscuro y la cola oscura. Entre la séptima y la decimoséptima semanas las hembras cambian su coloración que es gris marrón verdoso por el dorso y blanco rojizo por el vientre. La cara es rojiza y la cola termina en una mancha anaranjada.
Al oeste de su distribución ocupan bosques secos tropicales, y al este selvas tropicales, hasta los 170 m de altitud. Es una especie simpátrica con el lémur de vientre rojo y con el lémur pardo de cabeza gris.
Se alimenta fundamentalmente de hojas, tallos, vainas, savia, flores y corteza de tamarindo, de frutos de Astrotrichilia asterotricha y grandes semillas de numerosos árboles que recogen en el suelo.
En la población occidental existe un macho dominante en cada grupo de lémures; sin embargo, en la oriental son varios los machos que se aparean dentro de cada grupo. La cópula tiene lugar de mayo a junio y los nacimientos de septiembre a octubre tras unos 120 días de gestación. Las crías son destetadas al cabo de 135 días, en febrero. Las hembras alcanzan la madurez sexual a los tres años.
Es una especie arbórea y catemeral —sus patrones de actividad no se ajustan a un determinado momento del día; son tanto nocturnos como diurnos y crepusculares—. La población occidental, más activos durante el día, aumentan la actividad nocturna durante la estación seca. Su área de campeo oscila entre 25 y 100 ha y los grupos están formados por una media de ocho o nueve individuos, machos y hembras. El núcleo del grupo lo forman hembras parientes cercanas que expulsan a las hijas de hembras subordinadas antes de su madurez sexual. Los machos abandonan el grupo entre los 3 y los 6 años de edad.
Su estatus en la Lista Roja de la UICN es de «casi amenazada» debido a la pérdida de hábitat por quema y transformación en zonas de cultivo, furtivismo y comercio ilegal. Es la especie de lémur más frecuentemente cazada en Madagascar.